# Kayfabe
Kayfabe er et udtryk brugt indenfor professionel wrestling om en handling eller story-line der skal forestille at være virkelig. En wrestler der bryder kayfabe, kan siges at være det samme som en skuespiller der bryder sin rolle på kamera.